# Messena albifasciata
Messena albifasciata är en insektsart som beskrevs av William Lucas Distant 1914. Messena albifasciata ingår i släktet Messena och familjen Eurybrachidae. Inga underarter finns listade i Catalogue of Life.